# Jean-Paul Honoré
Jean-Paul Honoré est un enseignant-chercheur, poète et écrivain français né le 12 octobre 1951.

## Biographie
Né en 1951 à Tunis, Jean-Paul Honoré est ancien élève de l'ENS de Cachan et agrégé de lettres. Spécialisé en analyse de discours, il a soutenu en 1982 une thèse de linguistique à l'université Paris 3 et, de 2006 à 2014, a été directeur-adjoint de la revue Mots - Les Langages du politique.
Il a enseigné à l'Université de Craiova, en Roumanie, et à l'Université de Kyoto, au Japon, pays où il a aussi exercé la fonction d'attaché linguistique auprès de l'ambassade de France, de 1985 à 1991. Enseignant-chercheur, il a ensuite été recruté comme maître de conférences par l'Université de Marne-la-Vallée.
Le 1er octobre 2013, il a rejoint le Projet poétique planétaire initié par l'écrivain oulipien Jacques Jouet, et depuis cette date il envoie chaque jour un poème inédit à un habitant du département de l'Ain.
En 2018, il publie Comment le Japon est venu à moi aux éditions Nous. En 2019, son ouvrage Pontée (éd. Arléa) obtient le prix Livre & Mer Henri-Queffélec. Dans une prose à la fois poétique et documentaire, il y relate son voyage de trente-huit jours entre Chine et Europe à bord d'un porte-conteneurs géant, le Bougainville,,. En 2021, il réunit dans l'ouvrage Un lieu de justice, aux éditions Arléa, les notes prises pendant plusieurs mois au gré de ses déambulations dans le nouveau Tribunal de justice de Paris,,.

### Ouvrages
- Un lieu de justice, éditions Arléa, coll. « 1er mille », 2021.
- Paris Duras (avec Jacques Jouet et Cécile Riou), éditions les mille univers, 2019.
- Pontée, éditions Arléa, coll. « 1er Mille », 2019 (prix Henri Queffélec du Festival Livre & Mer, Concarneau, 2019).
- Comment le Japon est venu à moi, éditions Nous, 2018.
- Formes brèves, éditions Poïein, 2010.
- Michèle Aquien, Jean-Paul Honoré, Le Renouvellement des formes poétiques au XIXe siècle, Nathan, coll. « 128 », 1997.

### Articles
- « Kobé, Fukushima: de la distance à la connivence » Études de langue et littérature françaises (Futsubun Kenkyu), vol. XLV, 2014, Société d’Études de langue et littératures françaises de l’Université de Kyoto, Japon.
- Denis Barbet et Jean-Paul Honoré, « Ce que se taire veut dire. Expressions et usages politiques du silence », Mots. Les langage du politique, no 103,‎ 2013, p. 7-21 (lire en ligne)
- Amelie Nothomb’s Novel Fear and Trembling : Revealing the Japanese Ethnotype through Fiction, in Japan as images – Crossing Viewpoints of Europe and Japan, éd. Kyoko Koma, Regioninès Studijos 4, Vytautas Magnus University, Kaunas, Lituanie, 2010, p. 159-174.
- « Croire l’incroyable ? Ethnotype et vraisemblance ou l’histoire des 147 otakus », Ethnotypes et sociotypes : normes, discours, cultures, in Le Discours et la Langue, éd. Laura Calabrese et Laurence Rosier, Revue de linguistique française et d’analyse du discours, T.1.1., E.M.E., Bruxelles, 2009, p. 59-70.
- The 147 Otakus. A Japanese Story. Stereotype, Information, and Fable in the Contemporary French Media. Actes du colloque international « Image of Japan in Europe », éd. Vytautas Magnus University, Kaunas, Lituanie, 2008, p. 159-174.
- Paul Bacot, Laurent Douzou et Jean-Paul Honoré, « Chrononymes. La politisation du temps », Mots. Les langages du politique, no 87,‎ 21 juillet 2008, p. 5–12 (ISSN 0243-6450, DOI 10.4000/mots.11552, lire en ligne, consulté le 9 janvier 2020)
- « 2002 : le Japon de L’Équipe. Quelques stéréotypes relatifs au Japon et à la Corée dans le discours sportif ». Actes du colloque Stéréotypage, stéréotype, fonctionnements ordinaires et mises en scène, dir. Henri Boyer, Univ. Montpellier III, tome 1, éd. L’Harmattan, 2007.
- « Le passage de la conjoncture à l'événement. La représentation par la presse française des séismes de Kobé (1995) et de San Francisco (1989) », Passeurs culturels et mécanismes de métissage, dir. Louise Bénat Tachot et Serge Gruzinski, Presses universitaires de l'UMLV & Maison des Sciences de l'Homme, 2001, pp. 263-283.
- "Entre usage et héritage. Aspects formels du changement de nom (1949-1999)" (2000), Mots. Les langages du politique, ENS éditions, n⁰ 63, juillet 2000, pp. 19-40.
- « De la nippophilie à la nippophobie. Les stéréotypes versatiles dans la vulgate de presse » (1980-1993). Mots, Presses de la Fondation nationale des sciences politiques, n°41, décembre 1994, pp. 9-55[17].
- « Jean-Marie Le Pen et le Front national : description et interprétation d'une idéologie identitaire », Les Temps modernes, n° 465, avril 1985, pp. 1842-1871[18].
- Simone Bonnafous, Jean-Paul Honoré et Maurice Tournier, « La désignation politique en France de 1879 à 1914 », Histoire de la Langue Française, 1880-1914,  sous la direction de Gérald Antoine et Robert Martin, éd. du CNRS, Paris, 1985, tome XXIV, p.41-98.
- « Le vocabulaire de l'anticléricalisme en France de l'Affaire à la Séparation (1898-1905) », MOTS, Mots Ordinateurs Textes Sociétés, Presses de la Fondation nationale des sciences politiques, n° 5, octobre 1982, p. 69-84, lire en ligne
- « Le vocabulaire de l'antisémitisme en France pendant l'Affaire Dreyfus », MOTS, Mots Ordinateurs Textes Sociétés, Presses de la Fondation Nationale des Sciences Politiques, mars 1981, p. 73-92.